# Алваро Карерас
Алваро Фернандес Карерас (шп. Álvaro Fernández Carreras; Ферол, 23. март 2003) професионални је шпански фудбалер који тренутно игра у шпанској Ла лиги за Реал Мадрид и репрезентацију Шпаније до 21 године на позицији левог бека.